# Награда „Исидориним стазама”
Награда „Исидориним стазама” је књижевна награда коју је додељивала београдска издавачка кућа „Плави јахач” за најбољу књигу објављену у протеклој години коју је написала жена.

## Историјат
Награду је 2002. године установила Издавачка кућа „Плави јахач” из Београда, ради супротстављања прећуткивању и потцењивању жена писаца. 
Награда се састојала од седмодневног путовања у Норвешку, стопама Исидоре Секулић. Награда се уручивала 7. марта, на дан кад је 1939. године Исидора Секулић примљена у Српску краљевску академију, као прва жена-академик у Србији. Од 2007. награда није додељивана због недостатка средстава.

## Добитницe
- 2002 — Љубица Арсић, за роман Икона, Народна књига – Алфа, Београд 2001.[1]
- 2003 — Мирјана Павловић, за роман Зрно зрну, Народна књига – Алфа, Београд 2002.[1]
- 2004 — награда није додељена.[1]
- 2005 — Гордана Ћирјанић (за 2004), за роман Кућа у Пуерту, Народна књига – Алфа, Београд 2003.[1]
- 2005 — Ксенија Поповић, за роман Дјечак из воде, Народна књига – Алфа, Београд 2004.[1]
- 2006 — Љиљана Вулетић, за монографију Живот и мисао Ксеније Атанасијевић, Београд 2005.[1]
- 2007 — Зорица Томић, за књигу Пољубац у доба кулирања, Народна књига – Алфа, Београд 2006.[1]